# مقاطعة ميرافلوريس، ليما
ميرافلوريس هي مقاطعة في إقليم ليما في بيرو. إنها منطقة سكنية حصرية ومنطقة تسوق راقية تقع جنوب وسط مدينة ليما. كما أنها واحدة من المناطق الأكثر ثراء في مدينة ليما. تتوفر المنطقة على فنادق مختلفة (بما في ذلك هيلتون، جي دبليو ماريوت، بلموند) بالإضافة إلى المطاعم والحانات والنوادي الليلية والمتاجر. ميرافلوريس هي واحدة من مناطق الجذب السياحي الرئيسية في ليما.
تم تأسيسها تحت اسم سان ميغيل دي ميرافلوريس، وقد أُنشئت كمقاطعة في الثاني من يناير عام 1857 نتيجة معركة ميرافلوريس التي وقعت خلال حرب المحيط الهادئ، حصلت ميرافلوريس على تسمية «مدينة الأبطال» (بالإسبانية: Ciudad Heroica). العمدة الحالي هو خورخي مونيوز. الرمز البريدي للمنطقة هو 18.

## توأمة
لمقاطعة ميرافلوريس، ليما اتفاقيات توأمة مع كل من:
- بينساكولا
- مالقة

## وصلات خارجية
- (بالإسبانية) Municipalidad de Miraflores - Miraflores District Council official website
- (بالإسبانية) Museo de Sitio Huaca Pucllana (Pucllana Museum Site)
- (بالإسبانية) Huaca Pucllana Photo Gallery - Huaca Pucllana in Miraflores Photo Gallery
- Miraflores A Magnificent City - Pictures
- 5.03 Gigapixel Photo of Miraflores نسخة محفوظة 3 مايو 2019 على موقع واي باك مشين. - 5.03 Gigapixel Photo of Miraflores
- Street View of Miraflores Larco Mar